# Vanuatuklauwiermonarch
De vanuatuklauwiermonarch (Clytorhynchus pachycephaloides) is een zangvogel uit de familie Monarchidae (monarchen).

## Verspreiding en leefgebied
Deze soort komt voor in Vanuatu en Nieuw-Caledonië en telt twee ondersoorten:
- C. p. pachycephaloides: Grande Terre (Nieuw-Caledonië).
- C. p. grisescens: Bankseilanden (Vanuatu).

## Status
De grootte van de populatie is niet gekwantificeerd maar de soort wordt omschreven als vrij algemeen. Op de Rode lijst van de IUCN heeft deze soort de status niet bedreigd.